# George Rignold
George Rignold (geboren als George Richard Rignall; * 1839 in Birmingham; † 16. Dezember 1912 in Sydney) war ein australischer Schauspieler englischer Herkunft.
Der Sohn des Theatermanagers William Rignall und der Schauspielerin Patience Rignall (geb. Blaxland) begann seine künstlerische Laufbahn gleich seinem Bruder William Rignold als Geiger in Theaterorchestern. Er trat ab 1857 in kleinen Nebenrollen am Theater auf und heiratete 1865 die Schauspielerin Mary Braybrooke Henderson. Ab 1870 spielte er dann tragende Rollen am Queen’s Theatre in London.
1872 wurde er von Henry C. Jarrett und A. M. Palmer für Aufführungen des Heinrich V. am New Yorker Booth Theatrem engagiert. Die Aufführungen fanden 1875 statt, und danach tourte Rignold mit seiner Frau durch die USA und Kanada. 1876 spielte er den Heinrich V. mit großem Erfolg in Sydney, und 1879 präsentierte er eine opulente Aufführung des Werkes am Drury Lane Theatre.
Von 1880 bis 1887 tourte er durch Amerika und Australasien, danach war er bis 1895 Partner von James Allison am Her Majesty's Theatre in Sydney.  Er verfasste in der Zeit autobiographische Schriften und veröffentlichte eigene Bühnenfassungen der Werke Shakespeares. 1889 spielte er den Mark Anton in Julius Caesar und 1890 den Master Francis Ford in einer Aufführung seines Bruders William von Die lustigen Weiber von Windsor.
Ab 1895 unternahm er Tourneen durch Victoria, Queensland und South Australia und kehrte 1899 in der Rolle das Othello und des Falstaff in den „Lustigen Weibern“ nach Sydney an das Criterion Theatre zurück. Um 1900 erkrankte seine Frau, und nach ihrem Tod 1902 zog sich Rignold auf sein Anwesen in Middle Harbour zurück,  das er in den 1890er Jahren erworben hatte. 1907 heiratete er Georgina Harriet Don, eine Tochter des Schauspielers George Coppin. 1912 starb er in Sydney an den Folgen einer Angina Pectoris und wurde auf dem Waverley Cemetery beigesetzt.